# Henry Adams (remero)
Henry Adams (26 de abril de 1980) es un deportista británico que compitió en remo. Ganó una medalla de bronce en el Campeonato Mundial de Remo de 2001, en la prueba de cuatro con timonel.

## Palmarés internacional
| Campeonato Mundial | Campeonato Mundial | Campeonato Mundial | Campeonato Mundial |
| Año                | Lugar              | Medalla            | Prueba             |
| ------------------ | ------------------ | ------------------ | ------------------ |
| 2001               | Lucerna (Suiza)    | Medalla de bronce  | Cuatro con timonel |